# Frozza Orseolo
Frozza Orseolo (1015 – 17 febbraio 1071) fu margravina consorte d'Austria da dopo il 1040 al 1055.

## Biografia
Frozza era figlia di Ottone Orseolo, doge di Venezia, e nipote di Pietro II Orseolo. Suo fratello era il re d'Ungheria Pietro, ed era probabilmente una cognata di Giuditta di Schweinfurt, figlia di Enrico di Schweinfurt.
Sposò Adalberto, margravio della marca Orientale e in seguito prese il nome di Adelaide e partorì un figlio, Ernesto, margravio della marca Orientale.